# Бондаренко, Наталья Николаевна
Ната́лья Никола́евна Бондаре́нко (16 декабря 1978, Гомель) — белорусская гребчиха-байдарочница, выступала за сборную Белоруссии в 2000-х годах. Бронзовый призёр чемпионата мира, обладательница серебряной и бронзовой медалей чемпионата Европы, многократная чемпионка республиканских и молодёжных регат, участница летних Олимпийских игр в Сиднее. На соревнованиях представляла Гомельскую область, мастер спорта международного класса.

## Биография
Наталья Бондаренко родилась 16 декабря 1978 года в городе Мозырь, Гомельская область. Активно заниматься греблей на байдарке начала в раннем детстве, проходила подготовку в гомельском государственном училище олимпийского резерва. Благодаря череде удачных выступлений в 2000 году удостоилась права защищать честь страны на летних Олимпийских играх в Сиднее, где вместе с такими байдарочницами как Алеся Бакунова, Елена Беть и Светлана Вакула участвовала в зачёте четвёрок на дистанции 500 метров — сумела выйти в финальную стадию турнира, однако в решающем заезде финишировала лишь шестой.
После сиднейской Олимпиады Бондаренко осталась в основном составе белорусской национальной сборной и продолжила принимать участие в крупнейших международных регатах. Так, в 2001 году она побывала на чемпионате Европы в Милане, откуда привезла награды серебряного и бронзового достоинства, выигранные в четвёрках на километре и в двойках на пятистах метрах соответственно. Позже выступила на чемпионате мира в польской Познани, но попасть в число призёров не смогла, в двойках на полукилометровой дистанции в паре с Бакуновой пришла к финишу шестой. В 2006 году с напарницей Анной Пучковой завоевала бронзовую медаль на чемпионате мира в венгерском Сегеде, в двойках на дистанции 1000 метров. Год спустя боролась за медали на мировом первенстве в немецком Дуйсбурге, но, тем не менее, потерпела неудачу и вскоре приняла решение завершить карьеру профессиональной спортсменки.
Имеет высшее образование, окончила Гомельский государственный университет имени Франциска Скорины, где обучалась на факультете физической культуры. За выдающиеся спортивные достижения удостоена звания мастера спорта международного класса.